# برستنیتسا (استان دوبریچ)
برستنیتسا (به بلغاری: Brestnitsa) یک منطقهٔ مسکونی در بلغارستان است که در شهرستان ترول واقع شده‌است.